# Младен Кучев
Младен Кучев (29 січня 1947) — болгарський важкоатлет.
Срібний призер Олімпійських Ігор 1972 lightweight року, учасник 1968 року.